# تپه منجق دیم
تپه منجق دیم مربوط به عصر مفرغ - هزاره اول قبل از میلاد - سده‌های اولیه دوران‌های تاریخی پس از اسلام است و در شهرستان میانه، بخش کندوان، دهستان گرمه شمالی، ۵ کیلومتری شمال غربی روستای ملک واقع شده و این اثر در تاریخ ۲۷ اسفند ۱۳۸۶ با شمارهٔ ثبت ۲۲۷۴۴ به‌عنوان یکی از آثار ملی ایران به ثبت رسیده است.